# Бракна (область)
Бракна (араб. ولاية البراكنة, фр. Brakna) — область в Мавританії.
- Адміністративний центр - місто Алег.
- Площа - 33 800 км² [1], населення - 312 277 осіб (2013 рік) [1].

## Географія
На північному заході межує з областю Трарза, на північному сході з областю Тагант, на сході з областю Асаба, на південному сході з областю Горголь, на півдні з Сенегалом по річці Сенегал.
У Бракні розташоване одне з великих озер Мавританії - Маль.

## Історія
У 2-й половині XVII - початку XX століть тут існував незалежний емірат. На чолі Бракни стояли еміри з арабського (Битва на озері) роду Улед-Абдаллах. Економіка емірату ґрунтувалася на кочовому скотарстві (верблюди та вівці), а також землеробстві в оазах. Основна частина доходів еміра становила данина, яку виплачували берберське, а також негроїдне населення прилеглих до кочовищ хасанів районів долини річки  Сенегал. Певну частину доходів еміри отримували у вигляді мит з торговельних караванів. Соціальна структура емірату носила кастово-етнічний характер. На вершині її перебувала аристократія - воїни-хасани, потім марабутські племена берберського походження, далі - данинники-зенага, також берберського походження, ремісники та гріоти і нижче всіх - залежні люди - харатини (вільновідпущеники) і раби негроїдного походження. У XVIII столітті еміри Бракни вели боротьбу за гегемонію в Мавританії з емірами Трарзи. З 1903 року емірат перебував під французьким протекторатом. Експансії французів намагався протистояти емір Бракни Ахмеду II (1893-1905 роки), але зазнав невдачі. В 1934 році емірат Бракне анексований Францією.

## Адміністративно-територіальний поділ

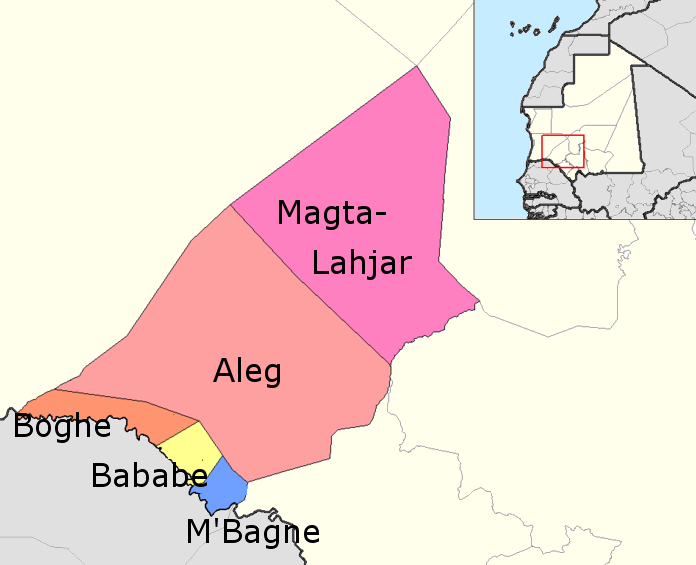
Департаменти області

Область ділиться на 5 департаментів:
- Алег
- Бабабе
- Бога
- Мбагне
- Магта-Лахджар